# Catedral Metropolitana de Manaus
A Catedral Metropolitana de Manaus - Nossa Senhora da Conceição, mais conhecida como Catedral de Manaus ou Igreja Matriz, é a catedral da Arquidiocese de Manaus. Localiza-se na Praça XV de Novembro, no Centro Histórico de Manaus, capital do estado do Amazonas. Desde 2024, seu pároco é o padre Flávio Gomes.[2]
Inaugurada em 1877, a catedral remonta a antiga capela de 1695 construída pelos missionários carmelitas. A fachada divide-se em dois andares, com poucos elementos ornamentais, sendo os 6 sinos importados de Europa e instalados em 1875.
A catedral mantém uma posição de destaque na paisagem do Centro de Manaus. Localizada sobre uma pequena elevação, em frente ao Porto de Manaus, foi a primeira grande obra arquitetônica realizada na cidade. Entre os acontecimentos que marcaram sua história, estão as visitas da Família Imperial Brasileira, em 1927, e do Papa João Paulo II, em 1980, quando fez sua primeira viagem apostólica ao Brasil.
| “ | A Providência Divina foi mais uma vez bem generosa para com o Papa, reservando-lhe, depois de um mundo de alegrias, a alegria suplementar de vir concluir aqui, em Manaus, no coração do fabuloso Amazonas, o intenso programa desta visita pastoral. | ” |
|   | — Papa João Paulo II, em sua visita à Catedral de Manaus em 1980. |   |

## História

### 1695–1790: A primeira igreja
Em 1694, a Coroa, através de uma Carta Régia, concedeu ordem religiosa à área do Rio Negro, em cuja foz edificassem, nas proximidades da Forte de São José da Barra do Rio Negro, no ano de 1695, a primitiva capela de Nossa Senhora da Conceição, onde, em seu entorno, indígenas de várias etnias passaram a habitar. Assim, forte e capela deram início ao Lugar da Barra, tornando-se a primeira igreja que se instalou no espaço físico hoje denominado Manaus. Era de taipa, coberta de palha e simples.

### 1791–1850: A segunda igreja
De acordo com o historiador Arthur Reis, no ano de 1791, Lôbo d’Almada, que tentava fazer do lugar a nova capital da então Capitania do Rio Negro, entre outros equipamentos urbanos, dota a cidade de um palácio dos governadores e manda reedificar a Igreja Matriz.
O novo templo, apesar de não ser de grandes dimensões, era confortável e dotado de ornamentos valiosos. Lobo d’Almada iniciou o processo de reurbanização do espaço urbano e, entre outras ações, construiu, nas proximidades do templo e do forte, o quartel da guarnição e o palácio do governo, este com seu andar térreo em pedra e barro e coberto de telhas. Na ilha de São Vicente, edificou a enfermaria. Instalou nas proximidades do palácio, indústrias de anil, algodão e cordoalha. Neste processo, ainda de acordo com Arthur Reis, D`Almada começou a dispor o arruamento e mandou demolir a igreja, que estava sendo reconstruída, reerguendo-a inteiramente, no mesmo sítio da primitiva capela Ainda que alguns autores atuais tenham defendido a ideia de que a capela era construída em madeira de lei , os viajantes dos séculos XVIII e XIX relatam que suas paredes eram de taipa e "entijucadas". 

### 1850–1857: Incêndio, dificuldades e ressurgimento
Em 5 de setembro de 1850 foi assinada a Lei Imperial que criou a Província do Amazonas. Alguns meses antes da criação da Província, 2 de julho de 1850, a Igreja Matriz, principal construção religiosa da cidade da Barra, em conseqüência de um incêndio de causas não esclarecidas, reduziu-se a cinzas. Assim sendo, a capital da Província do Amazonas, estava sem Igreja Matriz, um dos símbolos mais representativos de civilidade na época.
Após o incêndio do templo, os serviços religiosos passaram a ser ministrados na pequena capela de Nossa Senhora dos Remédios, situada na extremidade leste da cidade. O sinistro, segundo o historiador Mário Ypiranga Monteiro, foi abordado no dia seguinte, 3 de julho de 1850, em sessão extraordinária da Câmara Municipal de Manaus, onde os vereadores solicitaram providências no sentido de comunicar ao presidente da Província do Amazonas o ocorrido, para que o mesmo solicitasse ao Governo Imperial recursos financeiros para construção de um novo templo e compra de novos paramentos.
Todavia, apesar de sua significância, as obras do templo não se iniciam. Em maio de 1853, Corrêa Miranda, informou que, apesar da verba de 800$000 réis, não iniciara a obra da Matriz por falta de planta e materiais. No mês de outubro do mesmo ano, Ferreira Pena afirma ter se empenhado nas obras da capital, em especial as das repartições públicas e Matriz, para isso trouxe um engenheiro da corte e solicitou organizar plantas e orçamentos com a finalidade de demonstrar as necessidades, pleitear recursos e “contribuir tanto para a comodidade pública como para o aformoseamento desta Cidade, digna certamente pelas vantagens se sua aprazível posição, e salubridade do clima, de figurar
como a Capital de uma grande Província."
O presidente Ferreira Pena, nos anos de 1854 e 1855, nas suas falas à Assembléia Legislativa Provincial, deixa claro que as dificuldades não haviam se dissipado, além dos poucos recursos financeiros, grande entrave às obras públicas da capital era a quase absoluta falta de operários e de materiais. E sendo o poder público responsável pelo ordenamento urbano, apesar da necessidade da construção dos edifícios públicos, as obras que pôde dar andamento foram: edificação da nova olaria, essencial para produção de telhas e tijolos; reedificação do Quartel; preparo do cemitério, conserto das ruas e ponte dos Remédios.
A Igreja Matriz da cidade da Barra era dedicada a Nossa Senhora da Conceição, e todavia não havia templo para sua adoração, talvez este tenha sido o impulso para que os deputados da Assembléia Provincial no biênio 1854-1855, especialmente os padres e irmãos pertencente à confraria de Nossa Senhora dos Remédios e confraria de Nossa Senhora da Conceição apresentassem projetos para dar impulso a construção do templo. O deputado Antônio José Moreira, por exemplo, pertencente à confraria dos Remédios apresentou indicação solicitando a verba de 10:000$000 reis para as obras da Matriz, Assembléia Provincial e Câmara Municipal, quartel e hospital.
Ao final da legislatura do biênio 1854-1855, os seguintes requerimentos estavam aprovados: o projeto destinando verba para a obra da Matriz; a resolução de nº. 52, concedendo diversas loterias em seu beneficio, Seminário Episcopal, Capela de Nossa Senhora dos Remédios e para uma Casa de Caridade na capital; além da Lei nº. 50, autorizando o governo provincial a despender a quantia de quatro contos de reis anuais com a edificação de uma nova igreja na capital. Estas medidas foram essenciais para dar impulso ao projeto da edificação.

### 1858–1878: Construção e inauguração

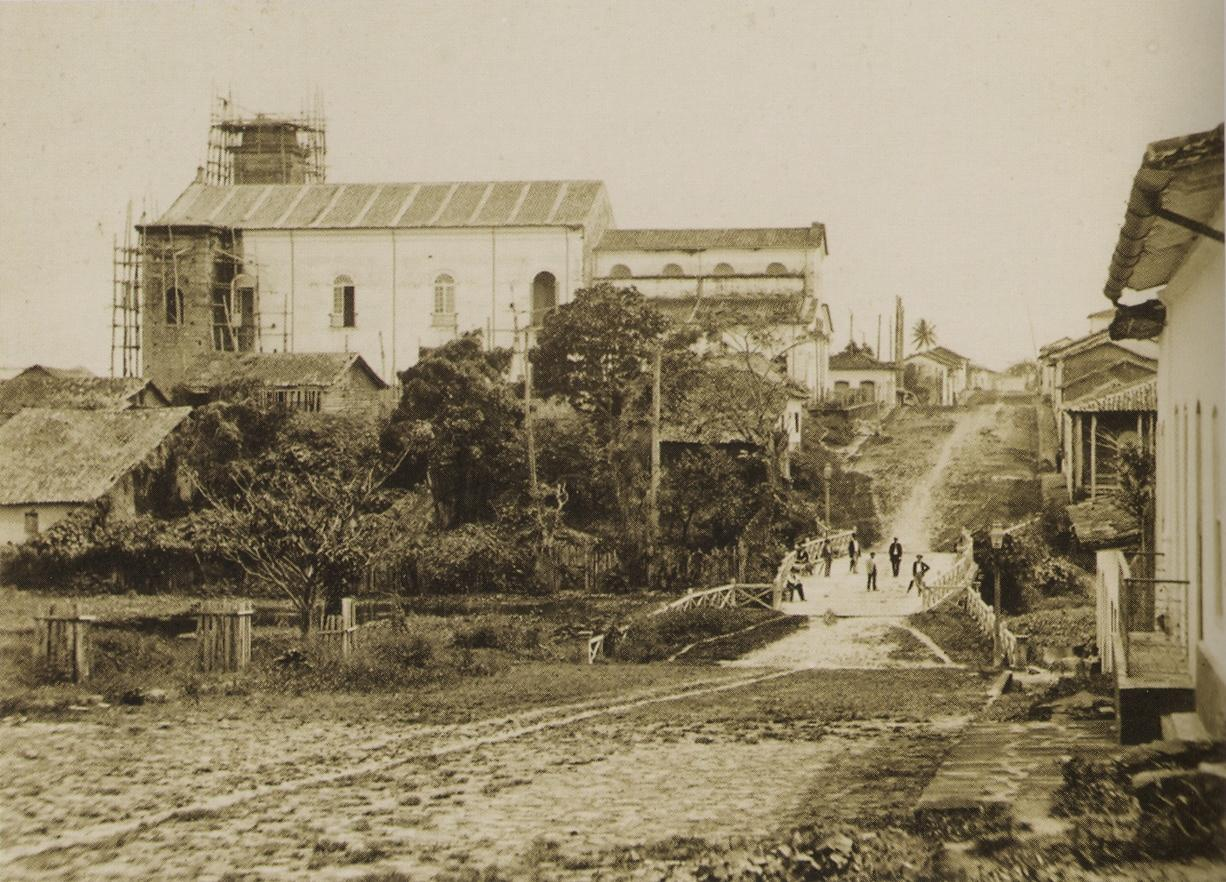
A Catedral de Manaus em construção, 1865

Finalmente, na manhã de 23 de julho de 1858, foi lançada, no antigo Largo da Olaria, a pedra fundamental da nova Igreja Matriz, acontecimento amplamente divulgado no jornal Estrella do Amazonas, onde também eram publicados memorandos, atas, convites e informes; desde o convite para o evento, convocação da guarda entre outros.
Quem desenhou a planta da Igreja Matriz foi o engenheiro arquiteto capitão Sebastião José Basílio Pyrrho. A obra foi executada pelo mestre-pedreiro Francisco Canejo que trabalhou durante Vinte anos se passaram entre o lançamento da pedra fundamental e a sua inauguração. Em 5 de setembro de 1866, o vice-presidente Ramos Ferreira informava que no período de julho de 1865 a junho de 1866 a obra da nova Matriz teve bom andamento e atribuiu o fato ao especial interesse do presidente Antônio Epaminondas de Melo.
A partir da década de 1870, a construção do templo da Igreja Matriz de Manaus a falta de recursos financeiros, de mão-de-obra e materiais se minimizaram na Província do Amazonas. O advento da borracha aumentou a arrecadação da província e maiores verbas foram destinadas para a edificação. O fim da Guerra do Paraguai (1870) e o crescimento da imigração de nordestinos para a região aumentaram a disponibilização de mão-de-obra, e com a decisão do governo imperial de abrir a bacia do Rio Amazonas à navegação internacional, a importação de materiais de outras províncias e do exterior foi facilitada.
Em 1871, o presidente José de Miranda da Silva Reis, ao assumir a presidência da província, voltou-se para a obra da Matriz. Substituiu o Diretor das Obras Públicas Luiz Martins da Silva Coutinho e nomeou para o cargo o engenheiro bacharel Joaquim Leovigildo de Souza Coelho. Para contornar a falta de mão-de-obra, problema que ainda persistia, buscou trazer migrantes nacionais e imigrantes estrangeiros.

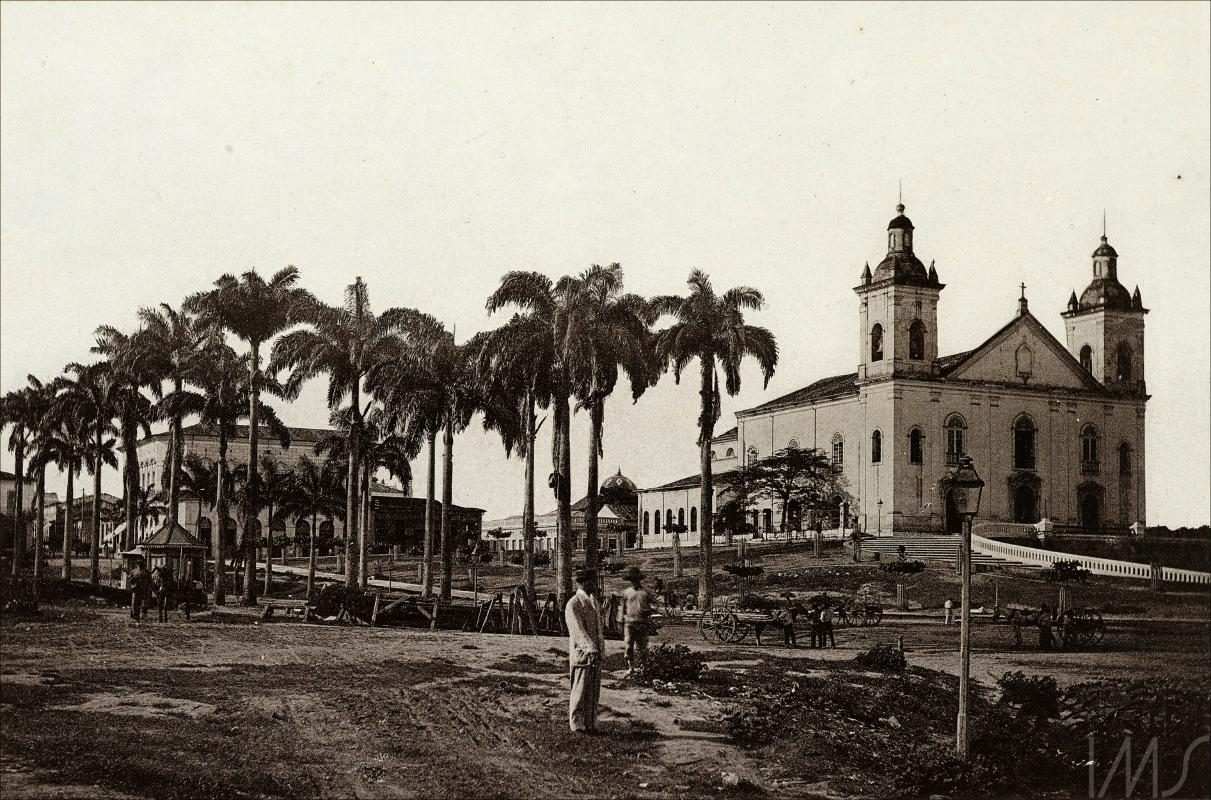
Catedral de Manaus, c. 1890.

Quanto às obras da nova Matriz, o presidente Peixoto informou que no ano de 1874 ficou concluída a torre do lado oriental, teve andamento à construção da outra torre, colocara os pórticos de cantaria nas portas da fachada frontal e dos pára-raios, assoalho da nave central, os sinos vindos da Europa haviam chegado, e teve início a colocação das portas, cimalhas, e gradis, entre outros. Também foram contratados neste ano a compra dos altares de mármore para a capela-mor, capelas laterais e batistério com o engenheiro civil Joseph Gaune e os comerciantes Mesquita e Irmãos. A obra já havia obtido feição, estando necessitando apenas dos serviços de
acabamento e finalização.
Os sinos da Matriz, que haviam chegado em 27 de fevereiro de 1874, aguardavam para serem colocados na sua torre. Porém, de acordo com os dogmas da Igreja Católica, antes da colocação em suas torres os sinos deveriam receber a benção litúrgica. O padre Santos Pereira realizou o ritual solene em 29 de junho de 1875, ato, segundo o vice-presidente da província Nuno Alves de Mello Cardoso, realizado “com toda solenidade”.
Mesmo com todas as desavenças político-religiosas e a diminuição no ritmo das obras, em 26 de maio de 1877, o presidente Domingos Jacy Monteiro declarou que a construção da Igreja Matriz poderia ser considerada concluída. Em 15 de agosto de 1877, o templo da Igreja Matriz de Nossa Senhora da Conceição recebeu as bênçãos pelas mãos do padre Santos Pereira e estava inaugurado.

### 1892–1979: Criação da Diocese do Amazonas e elevação à catedral
A Diocese do Amazonas foi criada em 27 de abril de 1892 pela Bula Ad Universas Orbis Ecclesia do Papa Leão XIII, desmembrada da então Diocese de Belém do Grão-Pará (atual Arquidiocese de Belém do Pará), tinha apenas duas paróquias: Nossa Senhora da Conceição e Nossa Senhora dos Remédios. Em 1927 a catedral recebe a visita de membros da Família Imperial Brasileira e assistem a uma missa na Igreja Matriz.
A Dedicação da Igreja Matriz como Catedral ocorreu em 24 de março 1946, sendo o Bispo Diocesano do Amazonas Dom João da Mata Andrade e Amaral. A Cerimônia concluiu-se com uma procissão para a Praça do Congresso, com participação das paróquias e associações religiosas. A Catedral ainda conserva, à direita de sua entrada principal um mausoléu com os restos mortais de Dom Lourenço Costa Aguiar, bispo à época de sua fundação.
Em 1956 cria-se a Arquidiocese de Manaus, no dia 10 de julho com seu primeiro arcebispo, Dom Alberto Gaudêncio Ramos, aos 36 anos de idade. Em 1962 Arquidiocese de Manaus integra-se ao serviço da Rádio Rio Mar.

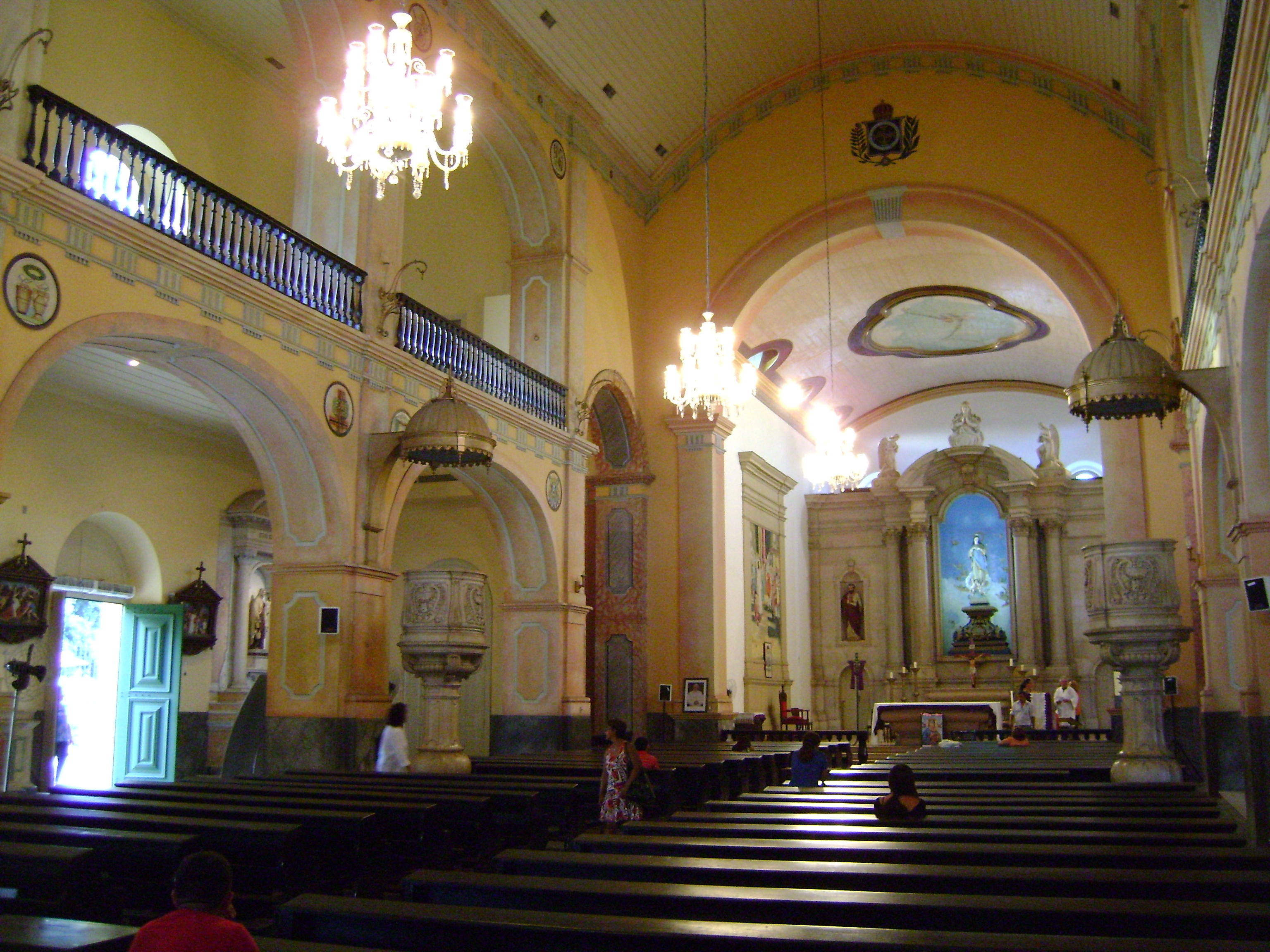
Interior da Catedral de Manaus, 2010.

### 1980–presente: Visita do Papa João Paulo II e restauração
Após a oficialização de Nossa Senhora da Conceição como padroeira do Amazonas em 1950, a Catedral recebeu ainda a visita do Papa João Paulo II para um encontro com autoridades eclesiásticas em 10 de julho de 1980. A cadeira que ele utilizou ao celebrar a missa campal na cidade está guardada no museu da igreja.
A Igreja Matriz sofreria sua última grande restauração entre 2001 e 2002. A partir daí, a catedral passou a abrigar em uma de suas alas um museu que permite observar a história e o acervo do local. Entre os itens disponíveis, o público pode ver objetos utilizados pelo papa João Paulo II, em sua visita a Manaus no ano de 1980. Na ocasião, o pontífice chegou a discursar no local. O dia de Nossa Senhora da Conceição, Padroeira do Estado do Amazonas, é comemorado em 8 de dezembro – com o aniversário dessa Paróquia – quando realizam-se as tradicionais procissão e missa.

## Edifício e entorno

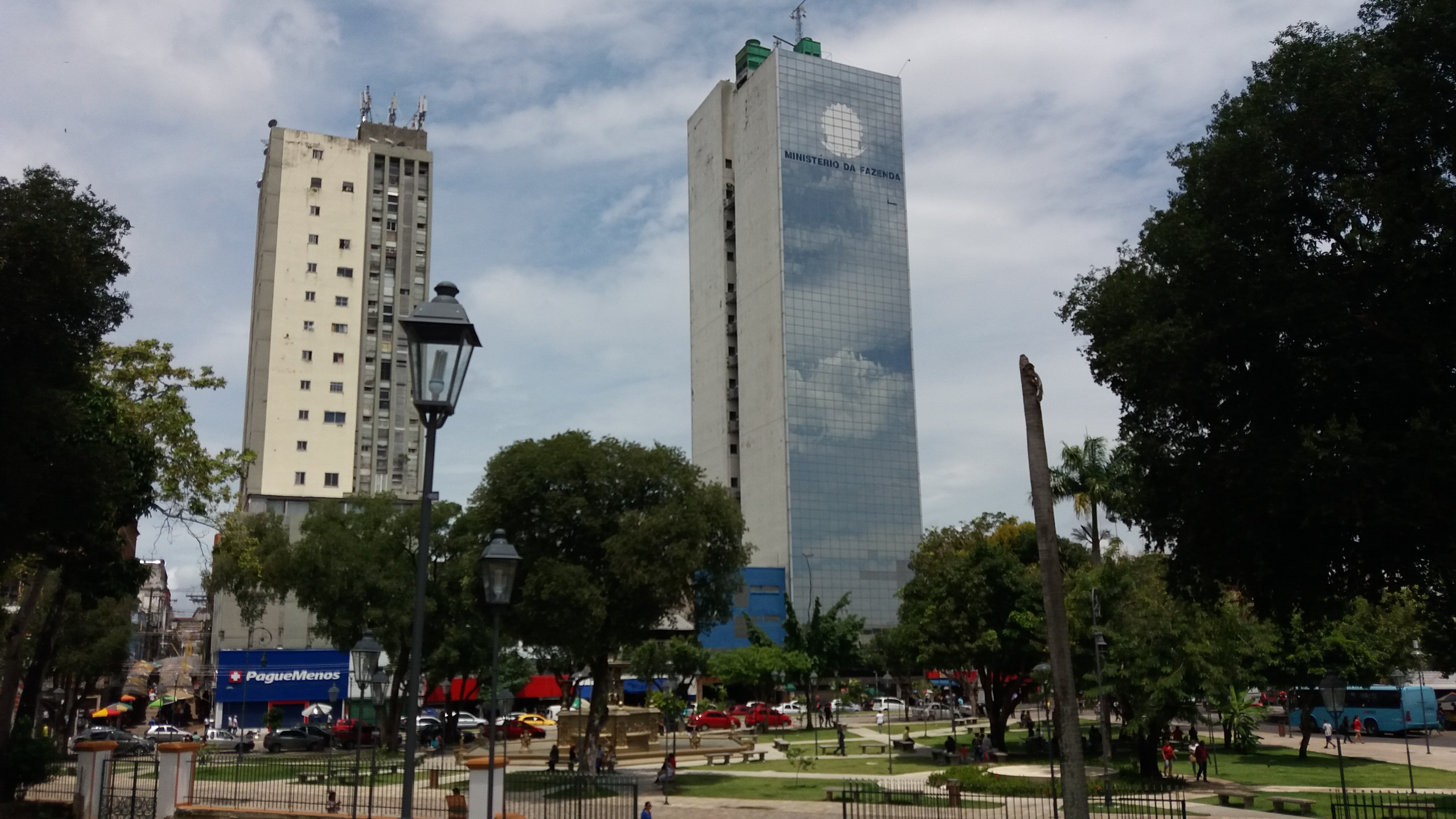
Panorama da Praça XV de Novembro em 2018.

### Arquitetura
Originalmente construída no alto de uma colina, nas proximidades de dois igarapés e do Rio Negro, a Igreja Matriz de Nossa Senhora da Conceição, atualmente Catedral Metropolitana de Manaus, está ao centro da praça 15 de Novembro. Sua forma imponente faz com que se torne o cartão de boas vindas a quem chega de barco à cidade. De acordo com o historiador Otoni Mesquita, o templo é composto de dois pavimentos divididos em três seções centrais e duas torres laterais, baseada no tradicional caixote greco-romano, seguindo as linhas do estilo neoclássico. Em seu ápice, observamos, ao centro, frontão triangular reto e nicho, que abriga a Santa Padroeira.

### Praça XV de Novembro

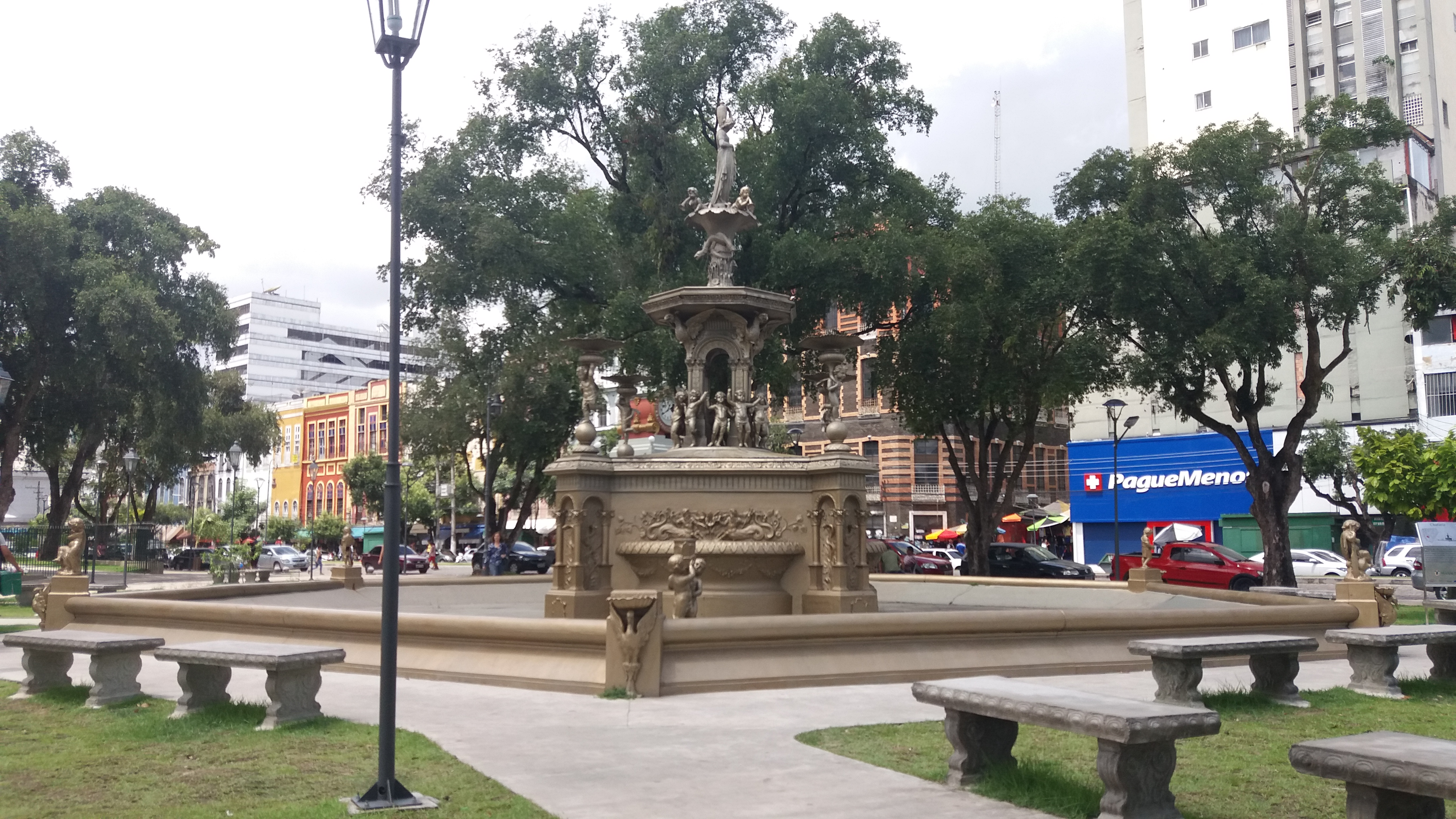
Monumento na Praça da Matriz.

Mais conhecida como Praça da Matriz, o local recebeu ações de pinturas, instalação de bancos com icnografias da Belle Époque, instalação de gradis e jardinagem. Também foram trocados os pisos das calçadas com pedras de São Tomé e houve a construção de novas bancas de comida típicas, revista e o posto policial.
No antigo aviaquário foram encontradas pedras jacarés e lioz da criação original, vindas diretamente de Portugal. O local foi isolado e serve como uma espécie de sítio arqueológico, onde a população poderá observar os achados da história. Segundo a prefeitura de Manaus, as obras respeitaram todas as recomendações do Instituto do Patrimônio Histórico e Artístico Nacional (IPHAN).

## Festa de Nossa Senhora da Conceição
A festividade ocorre anualmente entre o final de novembro e o dia 8 de dezembro. Ela é composta por diferentes fases litúrgicas e sociais, organizadas principalmente pela Arquidiocese de Manaus e comunidades católicas locais.
O Novenário preparatório ocorre de 29 de novembro a 7 de dezembro, sendo realizado diariamente na Catedral Metropolitana, sendo a cada dia é conduzido por uma paróquia diferente da Arquidiocese, envolvendo temas pastorais específicos. Paralelamente, ocorre a peregrinação das imagens pelas comunidades urbanas e ribeirinhas.
O dia da padroeira (8 de dezembro) é feriado estadual no Amazonas e são realizadas missas solenes ao longo do dia, além de procissão principal, com saída da imagem da Catedral Metropolitana e percurso pelas principais ruas do centro histórico de Manaus (Eduardo Ribeiro, Sete de Setembro, Praça do Congresso) e encerramento com missa campal na Av. Eduardo Ribeiro, presidida pelo Arcebispo Metropolitano.
A celebração transcende o âmbito estritamente religioso, sendo também expressão da identidade manauara. A festa fomenta ainda o turismo religioso e a economia local, movimentando vendedores ambulantes, artistas e artesãos.